# Prvenstvo Jugoslavije u ragbiju 1974.
Prvenstvo Jugoslavije u ragbiju za sezonu 1973./74. je osvojila momčad Dinamo iz Pančeva.

## Ljestvice

### A grupa
| poz. | klub                  | ut. | pob. | rem. | por. | poeni   | bod.    |
| ---- | --------------------- | --- | ---- | ---- | ---- | ------- | ------- |
| 1.   | Dinamo Pančevo        | 14  | 13   | 0    | 1    | 577:106 | 40      |
| 2.   | Energoinvest Makarska | 14  | 11   | 1    | 2    | 246:130 | 37      |
| 3.   | Zagreb                | 14  | 11   | 0    | 3    | 293:161 | 36      |
| 4.   | Ljubljana             | 14  | 6    | 0    | 8    | 197:246 | 25 (-1) |
| 5.   | Brodarac Beograd      | 14  | 5    | 1    | 8    | 167:224 | 25      |
| 6.   | Nada Split            | 14  | 5    | 0    | 9    | 180:254 | 23 (-1) |
| 7.   | Lokomotiva Zagreb     | 14  | 1    | 0    | 13   | 140:494 | 16      |
| 8.   | Mladost Zagreb        | 14  | 3    | 0    | 11   | 89:334  | 8 (-6)  |